# Fòrum Social Català
El Fòrum Social Català (FSCat) és un espai de trobada integrat per més de 150 entitats d'un ampli ventall sectorial que té per objectiu enfortir el teixit associatiu català, i millorar-ne la coordinació.
El Fòrum Social Català va crear-se originàriament responent a la crida del Fòrum Social Mundial a participar en el dia d'acció global del 26 de gener del 2008. Per aquest motiu, del 25 al 27 de gener del 2008, el FSCat va organitzar a Barcelona un fòrum/trobada on es van portar a terme una cinquantena de seminaris, una assemblea de moviments socials i una manifestació. Més de cinc mil persones van participar en l'esdeveniment.
La segona edició del Fòrum Social Català, amb el lema "La seva crisi, les nostres solucions" va tenir lloc els dies 30 i 31 de gener del 2010 amb la participació de més de 3.000 persones, 150 entitats i més de 100 seminaris programats.
La tercera edició va iniciar-se amb una manifestació multitudinària el 28 de gener del 2012. Va tenir un caràcter diferent a les anteriors, oferint un procés de confluències amb una durada de sis mesos entre el gener i juny del 2012. Va ser un Fòrum clarament marcat pels esdeveniments recents del moviment 15M de maig del 2011.
Una delegació catalana formada per més d'una vintena d'entitats s'ha fet present en els darrers Fòrum Socials Mundials a Dakar (2011) i Tunisia (2013).
S'està preparant ja el procés per a la celebració d'una quarta edició del Fòrum Social Català que tindrà lloc els dies 11,12 i 13 d'abril de 2014 a l'edifici central de la Universitat de Barcelona.